# Ulik
Ulik, chiamato anche Ulik il Potente, è un personaggio dei fumetti pubblicati dalla Marvel Comics. È il più forte dei Troll delle Rocce ed è un nemico ricorrente di Thor.

## Biografia

### Le prime apparizioni
Ulik, come tutti i troll del regno di Nornheim, venne costretto alla clandestinità da Odino che proibì loro di vivere sulla superficie della terra; il re dei troll, Geirrodur, inviò il suo suddito a rubare il martello incantato di Thor, Ulik si dimostrò un avversario temibile per il Dio del Tuono, grazie alla sua forza e a dei tirapugni fatti del magico metallo Uru, sconfiggendolo durante il loro primo incontro e venendo sconfitto solo grazie all'astuzia di Don Blake.
Successivamente, Ulik affrontò Thor in numerose occasioni: risvegliando accidentalmente il Mangog, vecchio nemico di Odino; alleandosi con il Circo del Crimine e nuovamente con Geirrodur; rapendo Jane Foster, l'umana amata da Thor; cercando di impossessarsi di un artefatto mistico chiamato Occhio del Rubino.

### Su Midgard
In seguito, il troll giunge sulla Terra dove combatte sia Thor che il suo alleato Ercole. Per un certo periodo, Ulik combatte a fianco di alcuni Asgardiani, i tre guerrieri, Balder e Sif, per sventare una cospirazione ai danni di Asgard. Successivamente, il troll impazzisce e attacca Asgard su ordine di Loki ma perisce durante uno scontro con Capitan America. Quando Asgard viene ricreata dopo il Ragnarok, anche Ulik rinasce e continua le sue scorribande sulla Terra, durante un attacco ad un treno finisce per scontrarsi con Rick Jones.

### Tanarus
Dopo la morte di Thor per mano del Serpente, Ulik, sotto le spoglie di Tanarus, diventa il nuovo Dio del Tuono, solo pochi individui, come il giovane Loki, sono consapevoli dell'inganno, tuttavia, il caratteraccio del troll permette a Heimdall e Sif di rendersi conto che qualcosa non va e la ricomparsa di Thor mette fine all'inganno.

## Poteri e abilità
Ulik possiede forza e resistenza sovrumane, può vedere al buio e in battaglia usa delle bande di metallo uru indossate sopra le mani come tirapugni.

## Altri media

### Televisione
Ulik appare in:
- Avengers - I più potenti eroi della Terra
- Ultimate Spider-Man
- Avengers Assemble

### Videogiochi
Ulik appare in:
- Marvel: La Grande Alleanza
- Thor: God of Thunder
- Thor: Son of Asgard
- Marvel vs. Capcom 3: Fate of Two Worlds
- Marvel Heroes
- Marvel Future Fight
- Marvel Duel
- Marvel Future Revolution